# Pornografi (dokumentarfilm)
|  | Denne artikel er oprettet af botten Steenthbot ud fra en ekstern database. Den kan derfor have sproglige fejl eller mangler. Denne skabelon kan fjernes efter kontrol af indholdet. |

Pornografi er en dansk dokumentarfilm fra 1971 instrueret af Ole Ege.